# Araeomolis sanguinea
Eriostepta sanguinea là một loài bướm đêm thuộc phân họ Arctiinae, họ Erebidae.